# Adoristes ammonoosuci
Adoristes ammonoosuci är en kvalsterart som beskrevs av Arthur P. Jacot 1938. Adoristes ammonoosuci ingår i släktet Adoristes och familjen Liacaridae. Inga underarter finns listade i Catalogue of Life.